# Gouy-Saint-André
Gouy-Saint-André és un municipi francès situat al departament del Pas de Calais i a la regió dels Alts de França. L'any 2007 tenia 612 habitants.

## Demografia

### Població
El 2007 la població de fet de Gouy-Saint-André era de 612 persones. Hi havia 237 famílies de les quals 51 eren unipersonals (12 homes vivint sols i 39 dones vivint soles), 81 parelles sense fills, 93 parelles amb fills i 12 famílies monoparentals amb fills.
La població ha evolucionat segons el següent gràfic:
Habitants censats

### Habitatges
El 2007 hi havia 263 habitatges, 236 eren l'habitatge principal de la família, 15 eren segones residències i 11 estaven desocupats. Tots els 263 habitatges eren cases. Dels 236 habitatges principals, 202 estaven ocupats pels seus propietaris, 32 estaven llogats i ocupats pels llogaters i 3 estaven cedits a títol gratuït; 1 tenia dues cambres, 12 en tenien tres, 51 en tenien quatre i 173 en tenien cinc o més. 185 habitatges disposaven pel capbaix d'una plaça de pàrquing. A 99 habitatges hi havia un automòbil i a 107 n'hi havia dos o més.

### Piràmide de població
La piràmide de població per edats i sexe el 2009 era:
| Homes | Edats   | Dones |
| ----- | ------- | ----- |
| 0     | 95 o +  | 0     |
| 0     | 90 a 94 | 0     |
| 4     | 85 a 89 | 8     |
| 4     | 80 a 84 | 8     |
| 8     | 75 a 79 | 16    |
| 16    | 70 a 74 | 16    |
| 24    | 65 a 69 | 12    |
| 24    | 60 a 64 | 20    |
| 12    | 55 a 59 | 20    |
| 20    | 50 a 54 | 16    |
| 32    | 45 a 49 | 20    |
| 12    | 40 a 44 | 16    |
| 20    | 35 a 39 | 16    |
| 28    | 30 a 34 | 20    |
| 16    | 25 a 29 | 28    |
| 24    | 20 a 24 | 8     |
| 16    | 15 a 19 | 8     |
| 28    | 10 a 14 | 16    |
| 24    | 5 a 9   | 16    |
| 20    | 0 a 4   | 16    |

## Economia
El 2007 la població en edat de treballar era de 389 persones, 257 eren actives i 132 eren inactives. De les 257 persones actives 235 estaven ocupades (122 homes i 113 dones) i 22 estaven aturades (13 homes i 9 dones). De les 132 persones inactives 46 estaven jubilades, 38 estaven estudiant i 48 estaven classificades com a «altres inactius».

### Ingressos
El 2009 a Gouy-Saint-André hi havia 247 unitats fiscals que integraven 638 persones, la mediana anual d'ingressos fiscals per persona era de 14.332,5 €.

### Activitats econòmiques
Dels 14 establiments que hi havia el 2007, 2 eren d'empreses alimentàries, 1 d'una empresa de fabricació d'altres productes industrials, 3 d'empreses de comerç i reparació d'automòbils, 1 d'una empresa de transport, 3 d'empreses d'hostatgeria i restauració, 3 d'empreses de serveis i 1 d'una empresa classificada com a «altres activitats de serveis».
Els 2 serveis als particulars que hi havia el 2009 eren restaurants.
L'any 2000 a Gouy-Saint-André hi havia 22 explotacions agrícoles que ocupaven un total de 1.230 hectàrees.

## Equipaments sanitaris i escolars
El 2009 hi havia una escola elemental.

## Poblacions més properes
El següent diagrama mostra les poblacions més properes.